# Anders Zorn

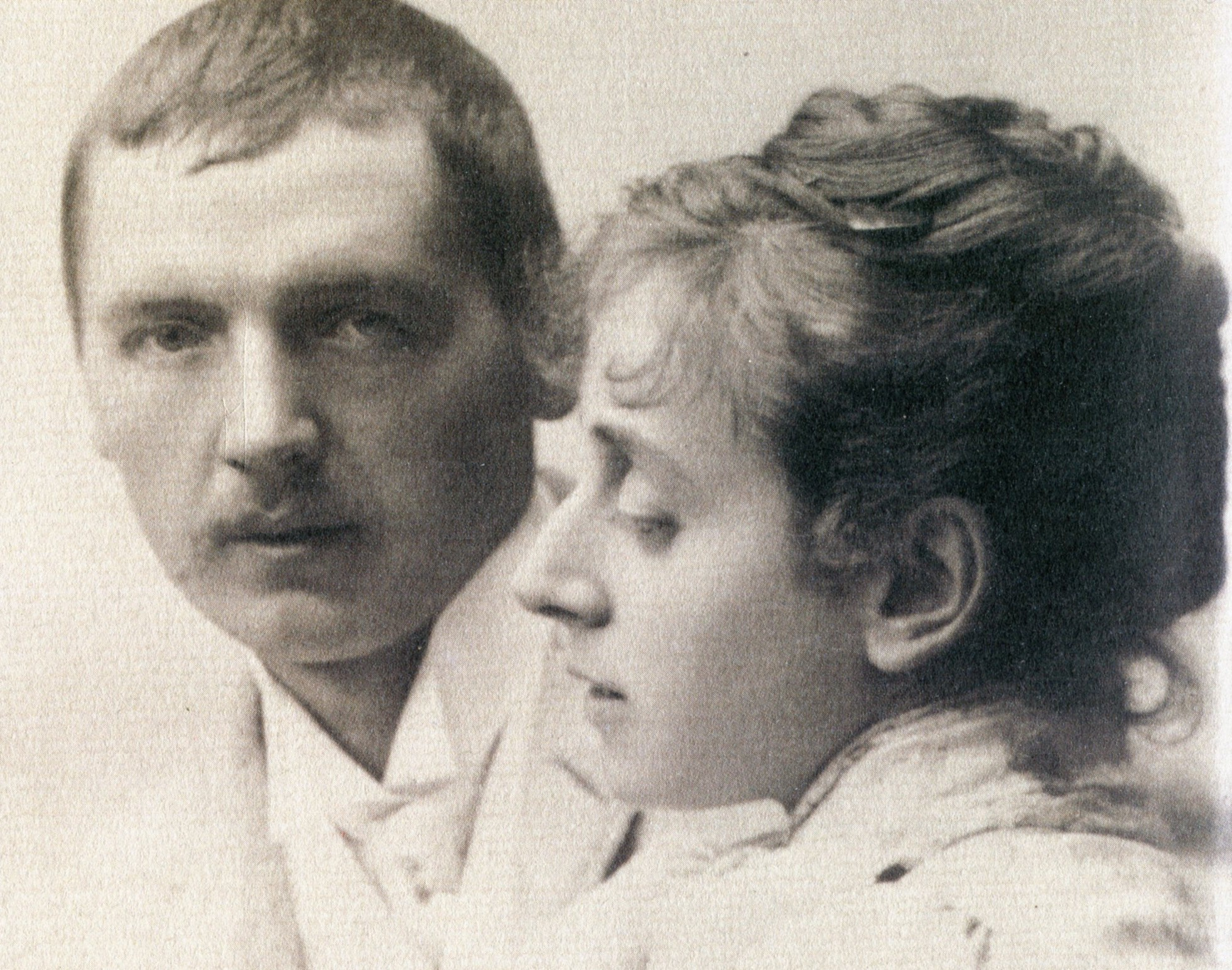
Anders và Emma Zorn khoảng năm 1885

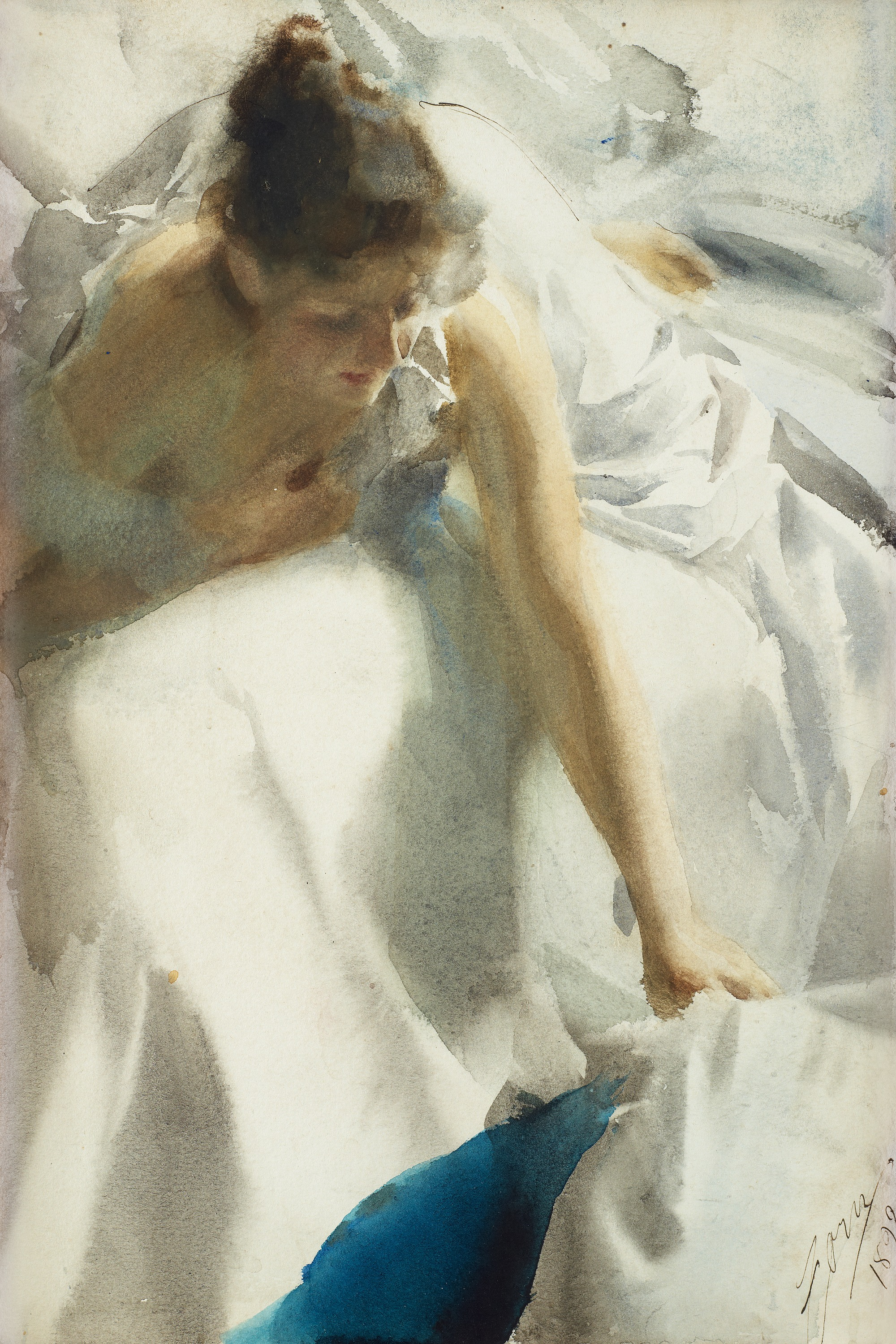
Reveil (Awakening), the artist's wife

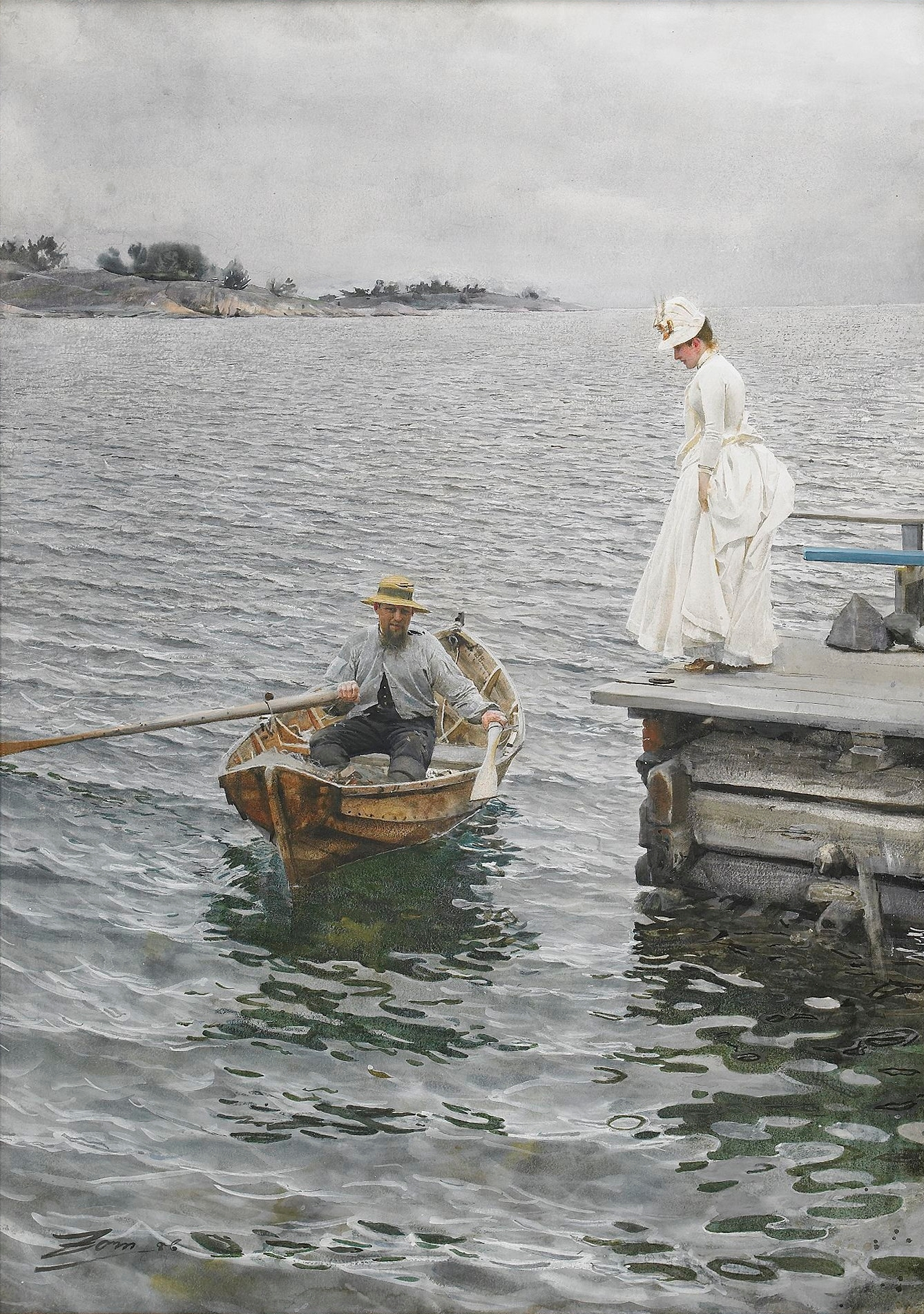
Sommarnöje, năm 1886, bức tranh đắt nhất Thụy Điển, đấu giá 26 triệu SEK (~2,8 triệu USD) vào ngày 3 tháng 6 năm 2010.

Anders Leonard Zorn (phát âm tiếng Thụy Điển: [²anːdɛʂ ˈsoːɳ] ⓘ; 18/2/1860 – 22/8/1920) là một trong những họa sĩ nổi tiếng nhất của Thụy Điển. Ông vừa là họa sĩ vẽ tranh, vừa là nhà điêu khắc, nghệ nhân khắc axit.

## Hình ảnh

Loạt tranh chân dung
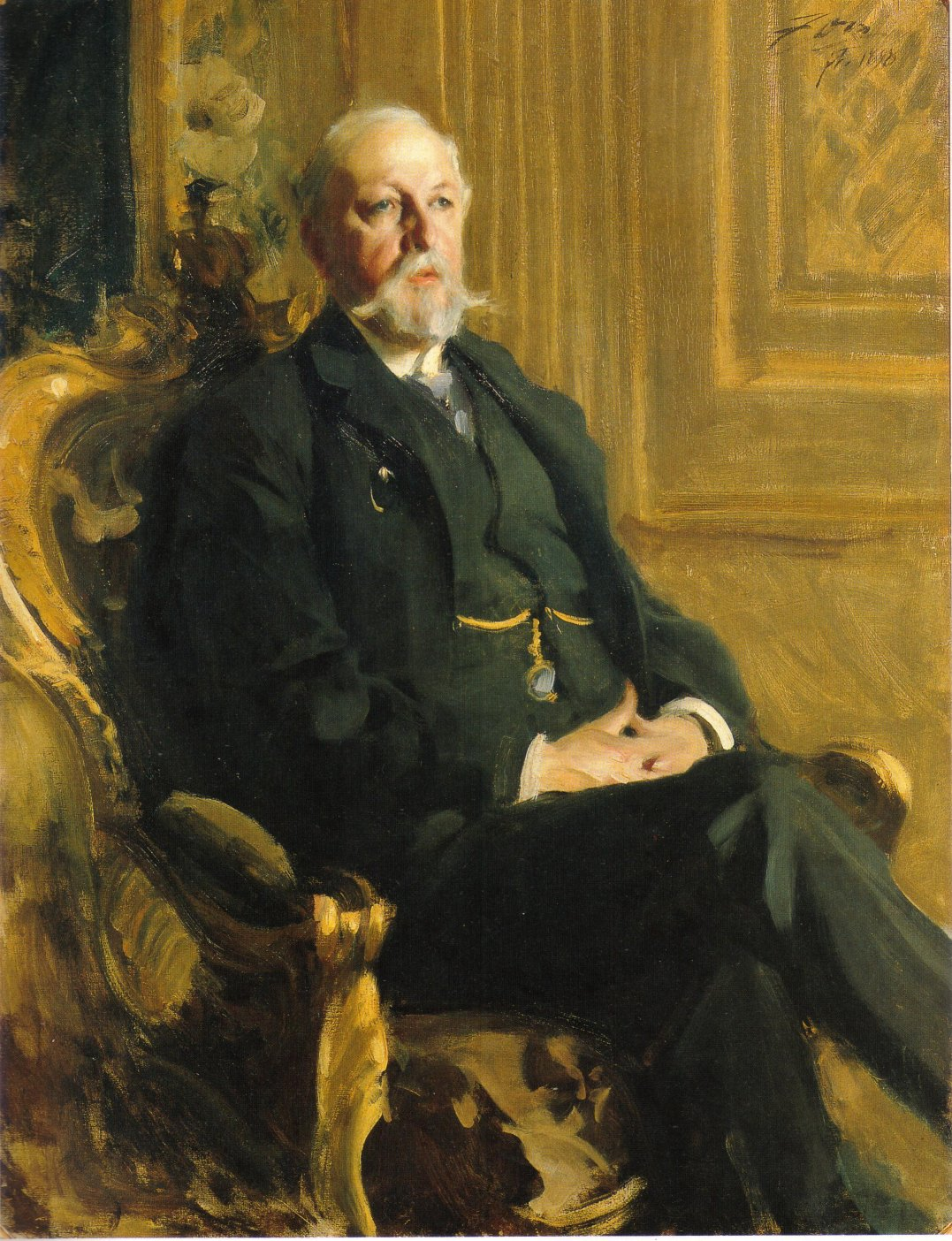
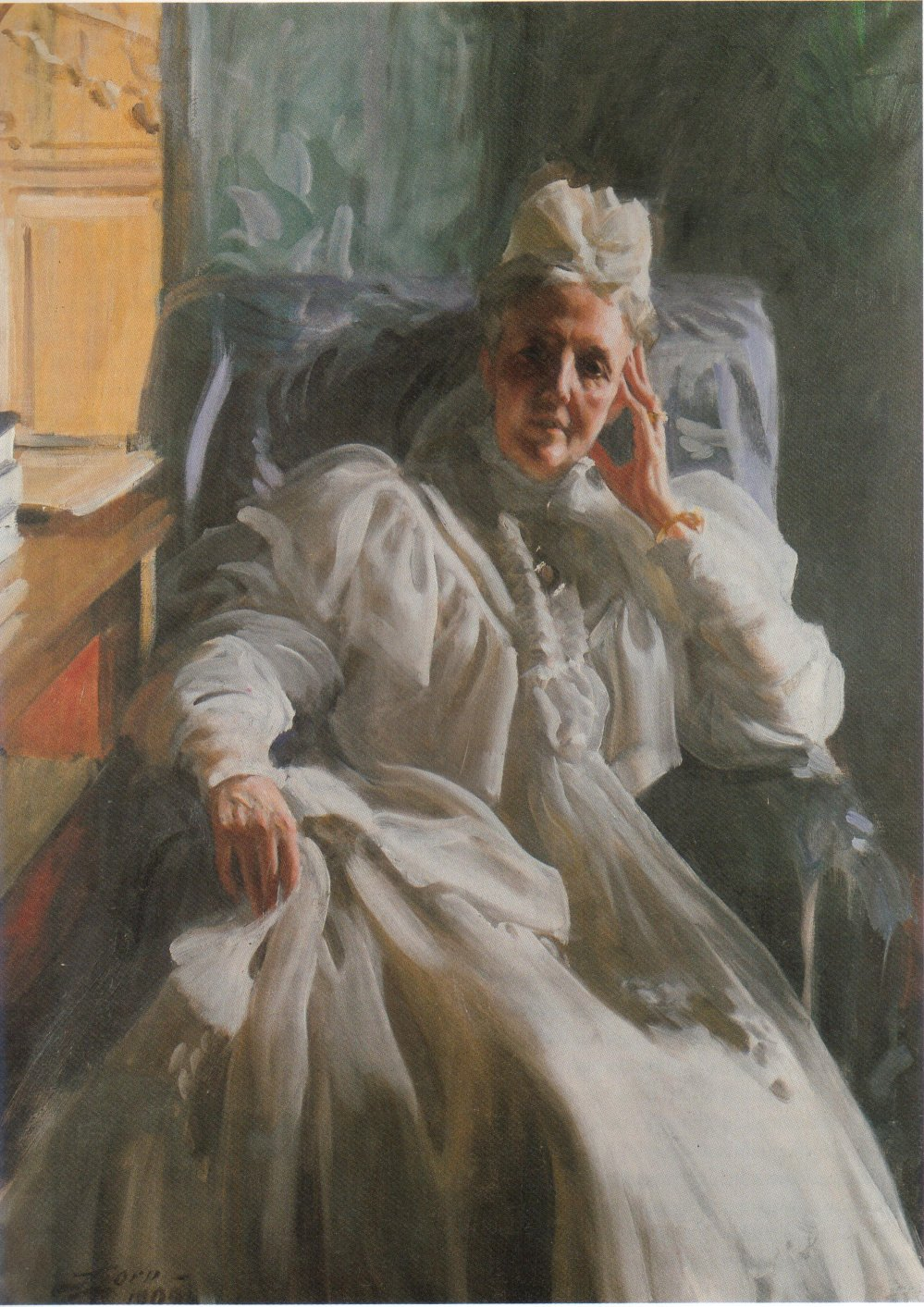
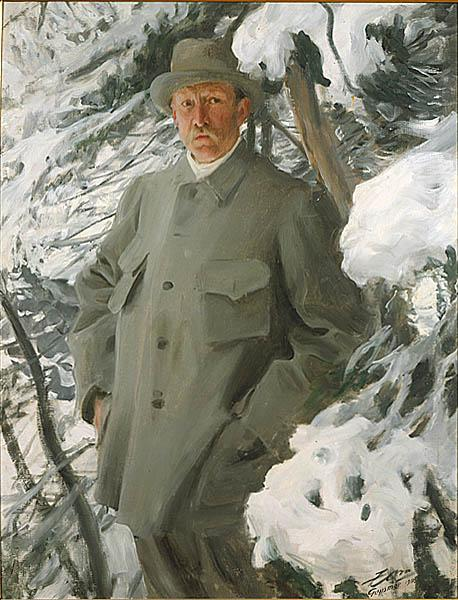
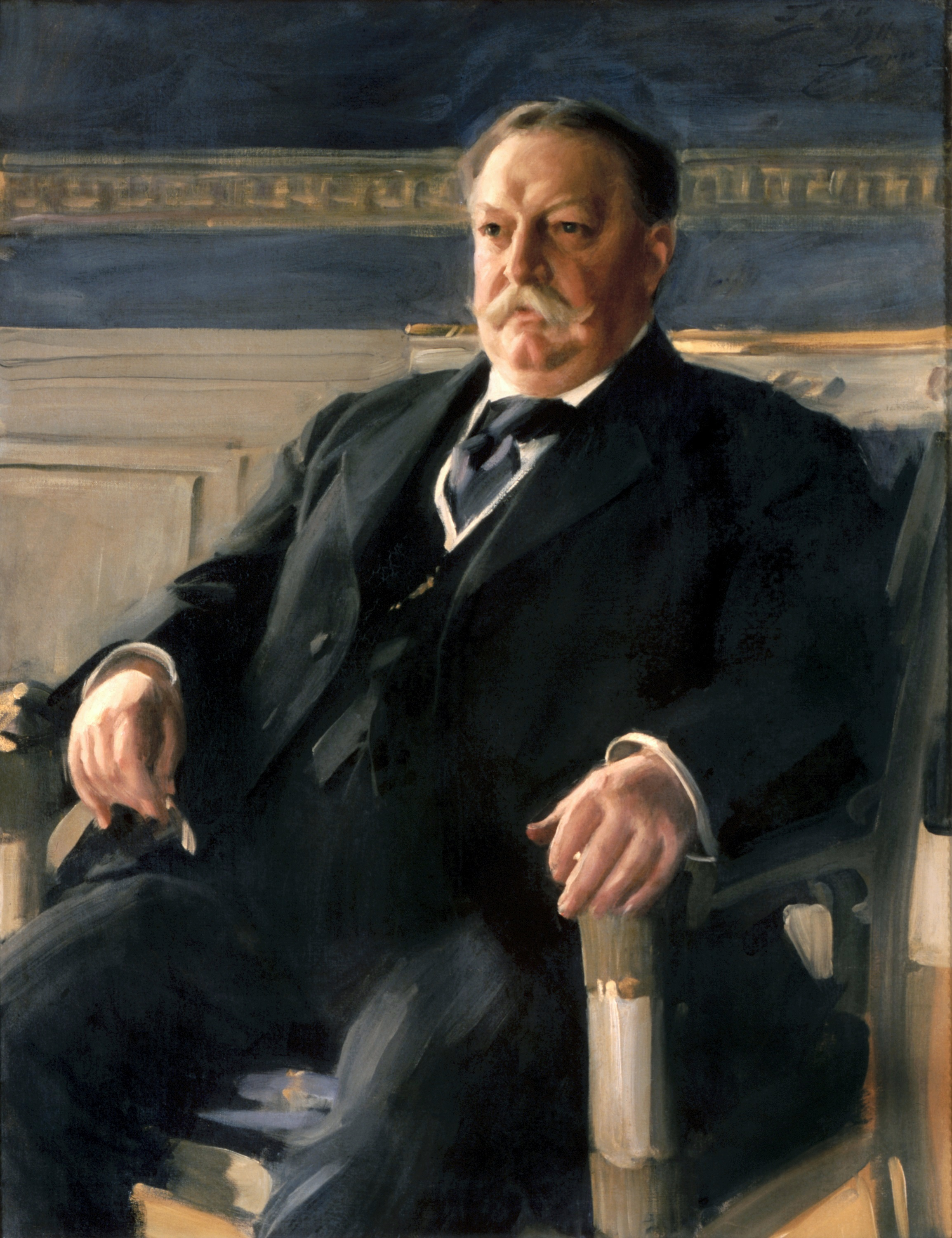
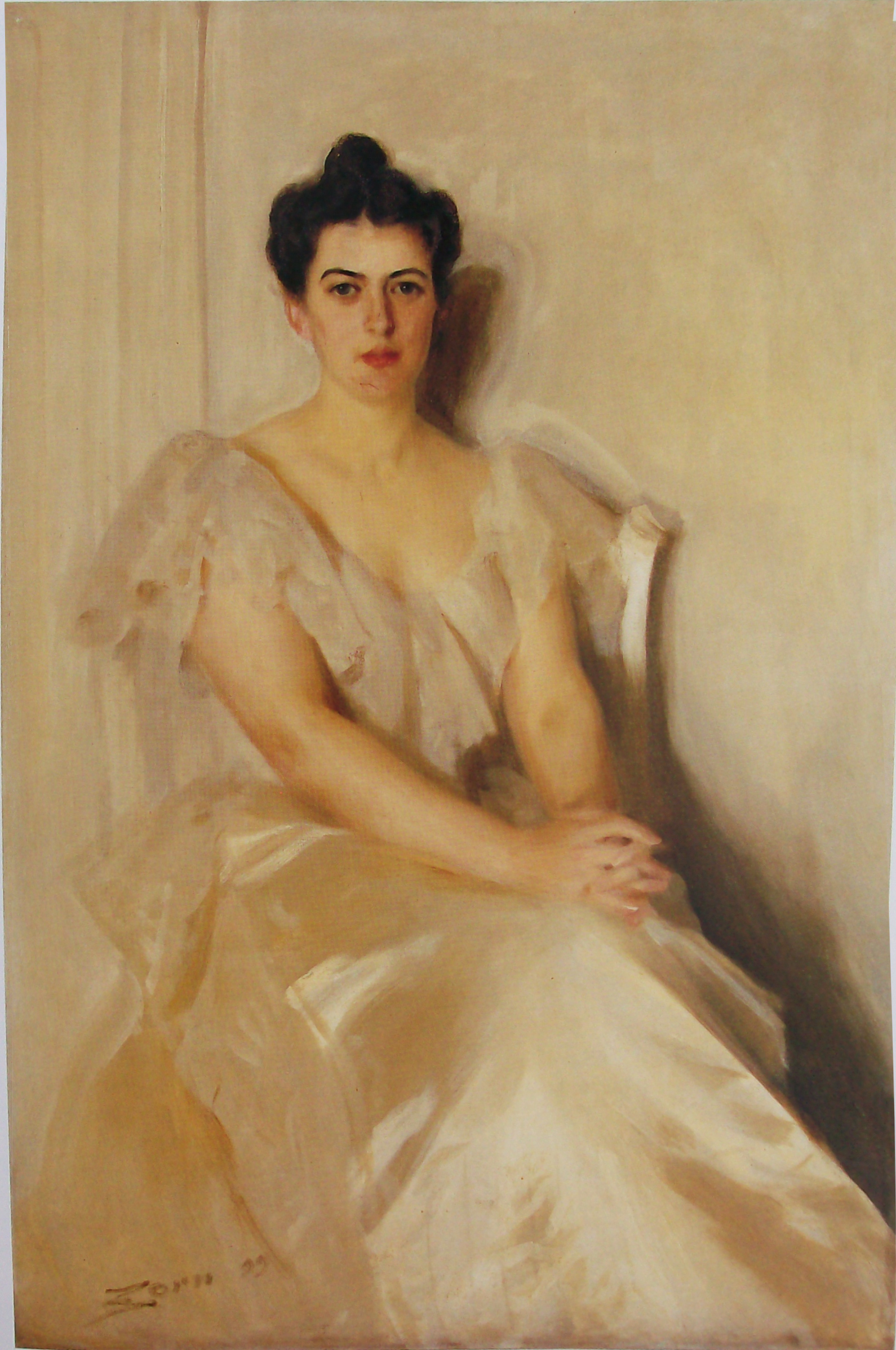
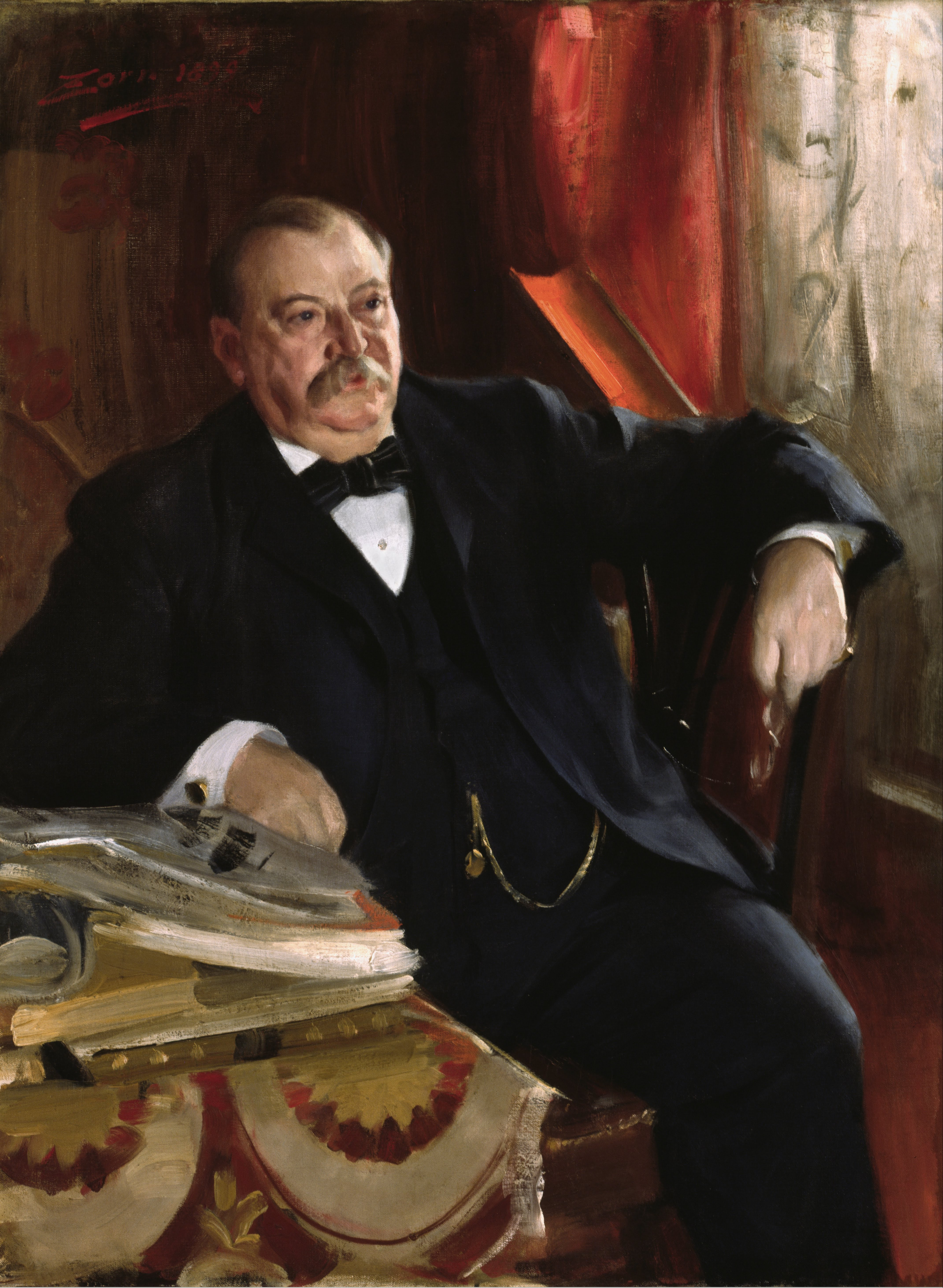
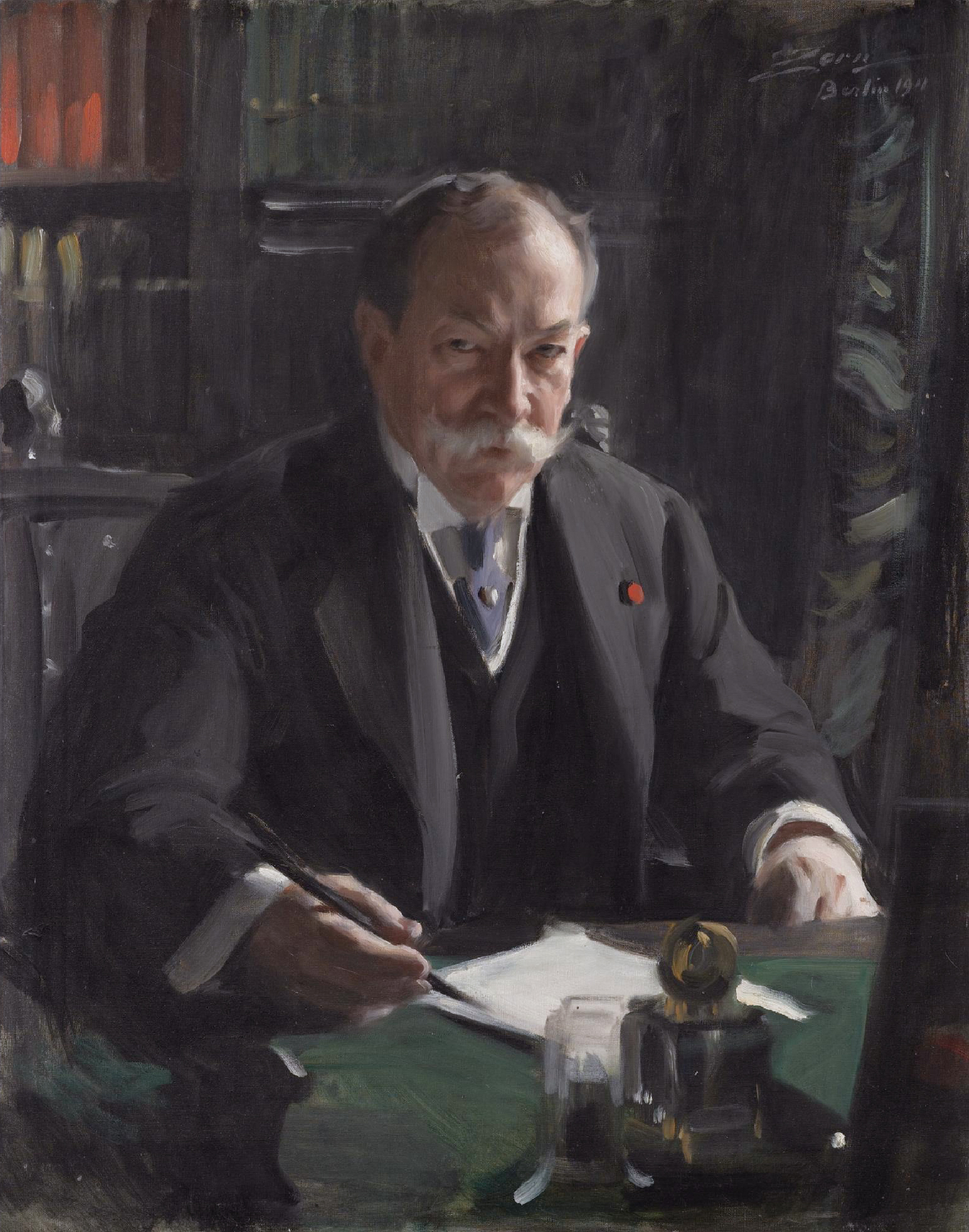
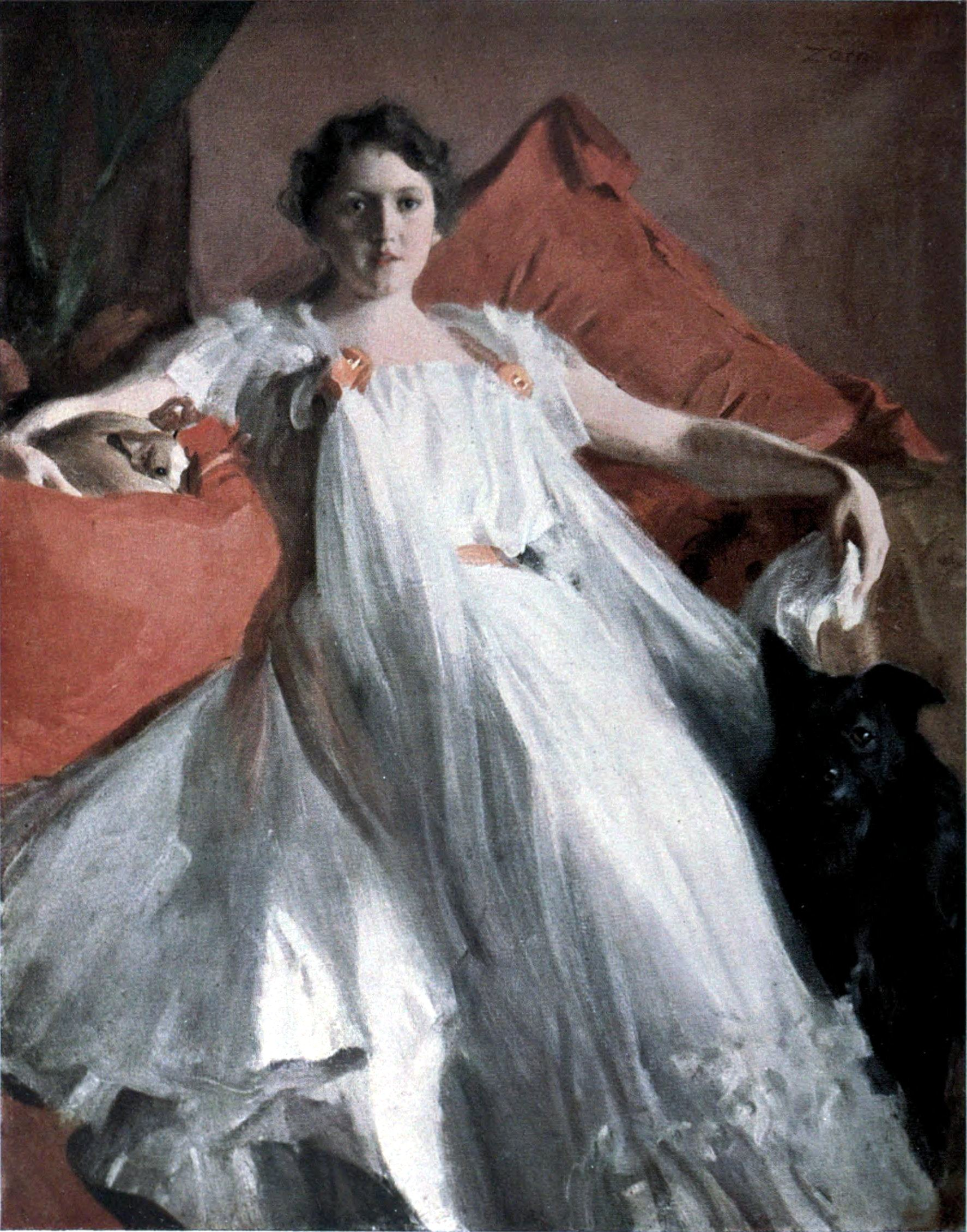
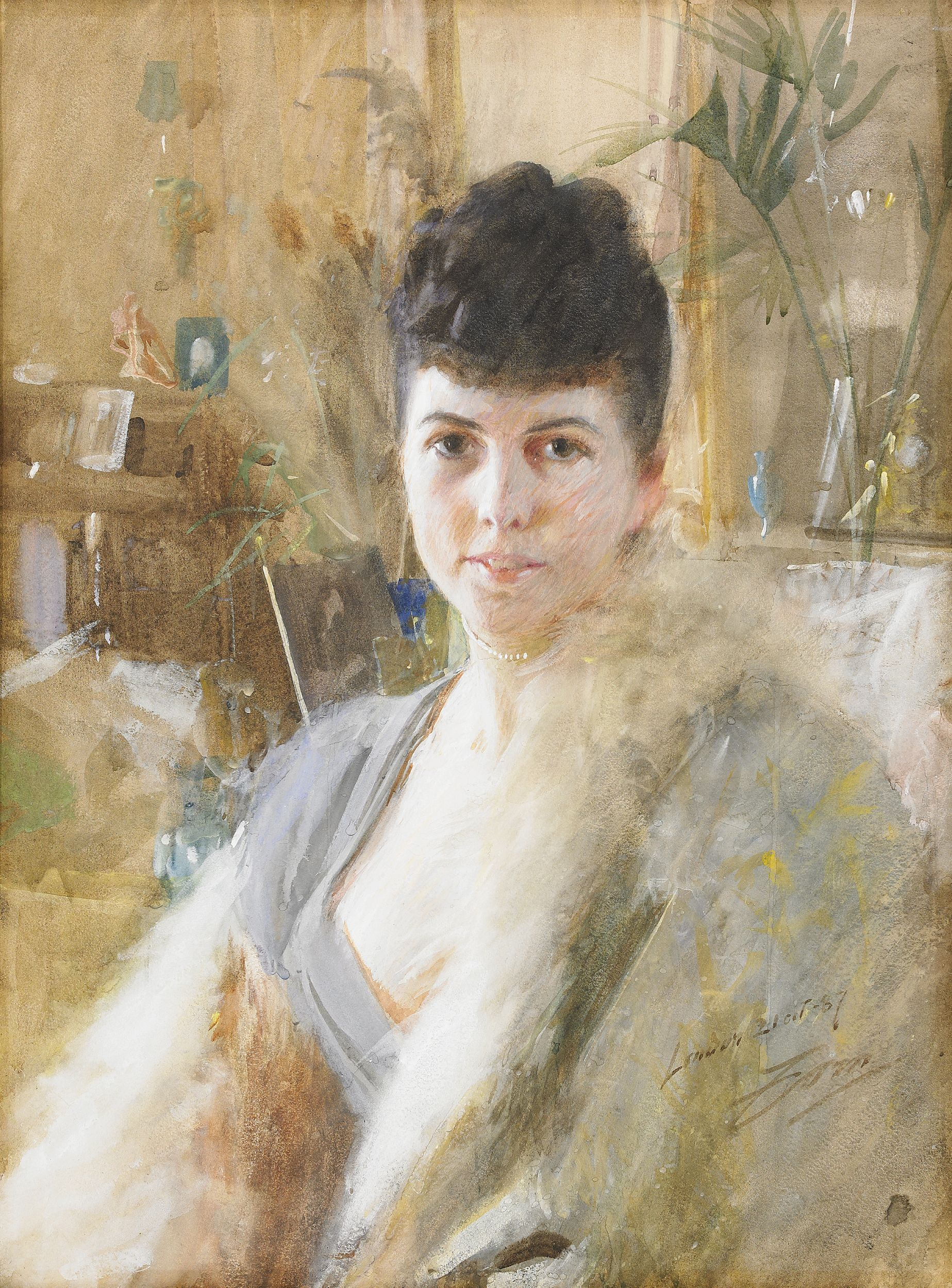
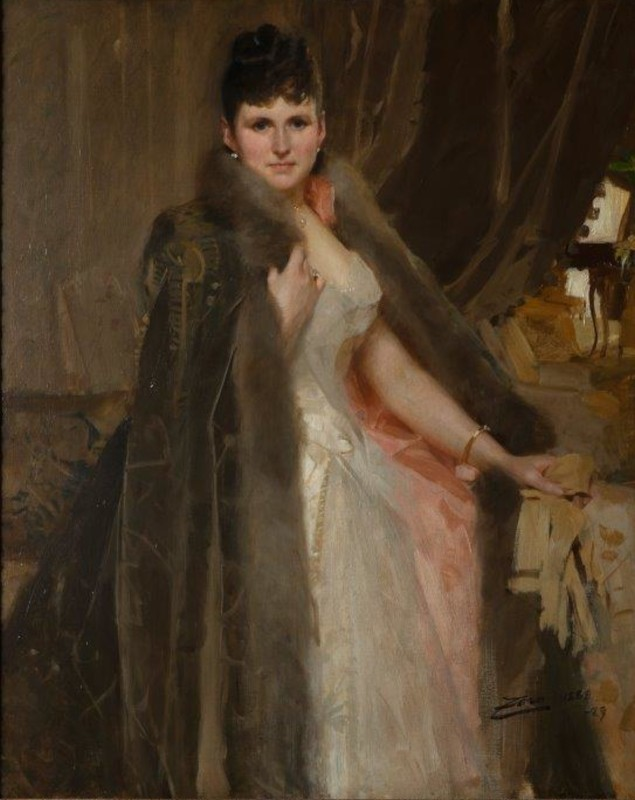
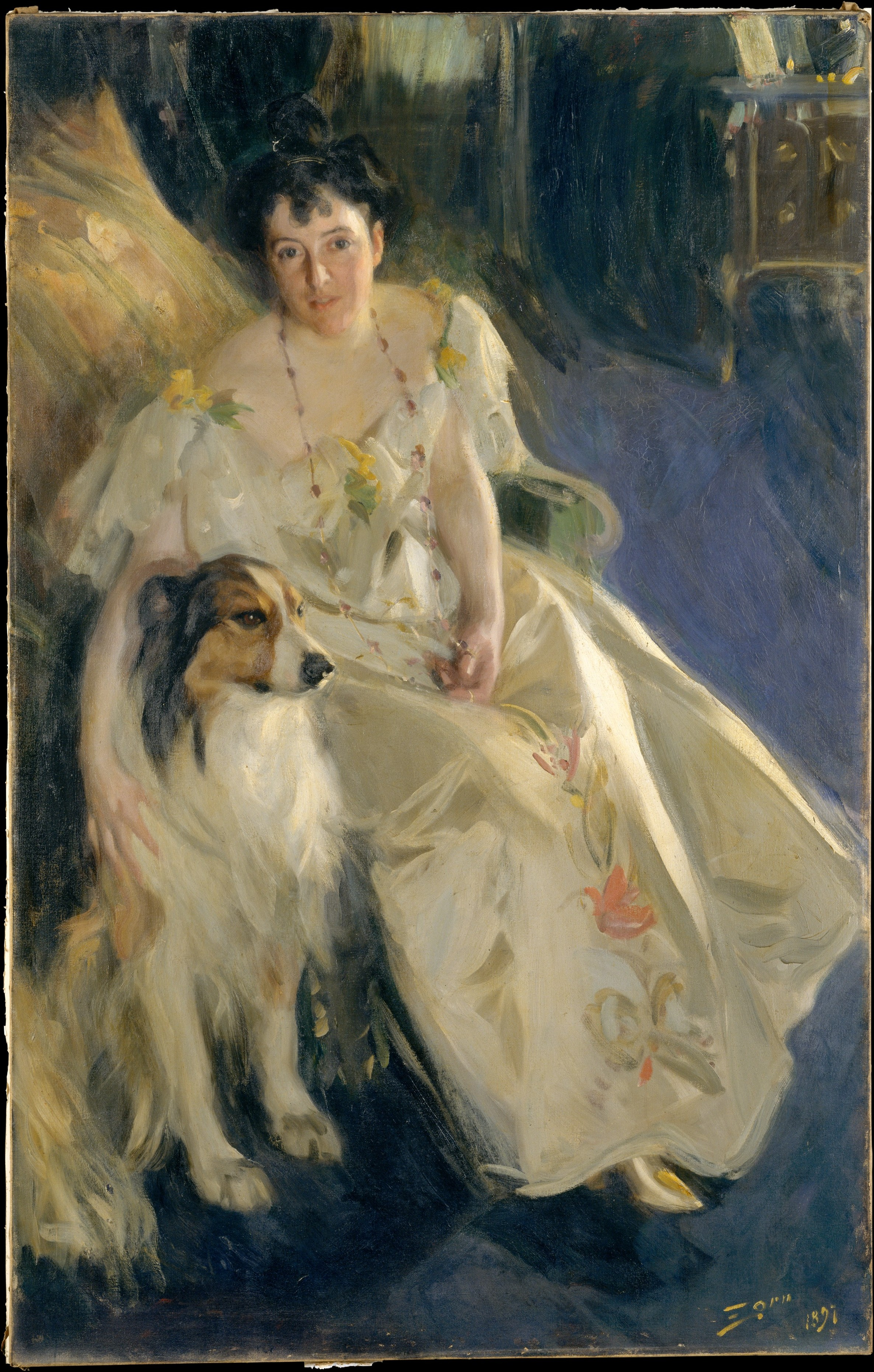
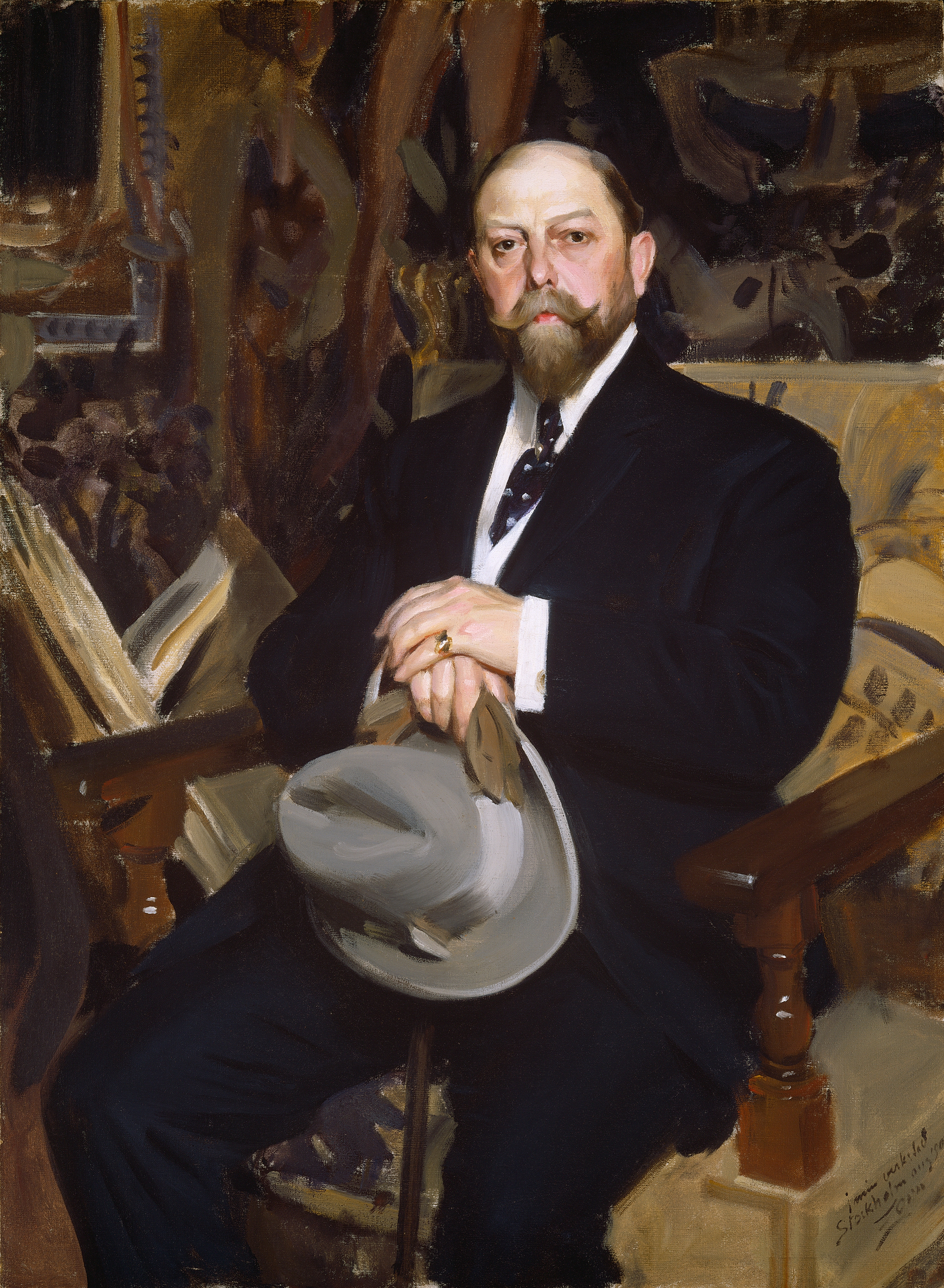
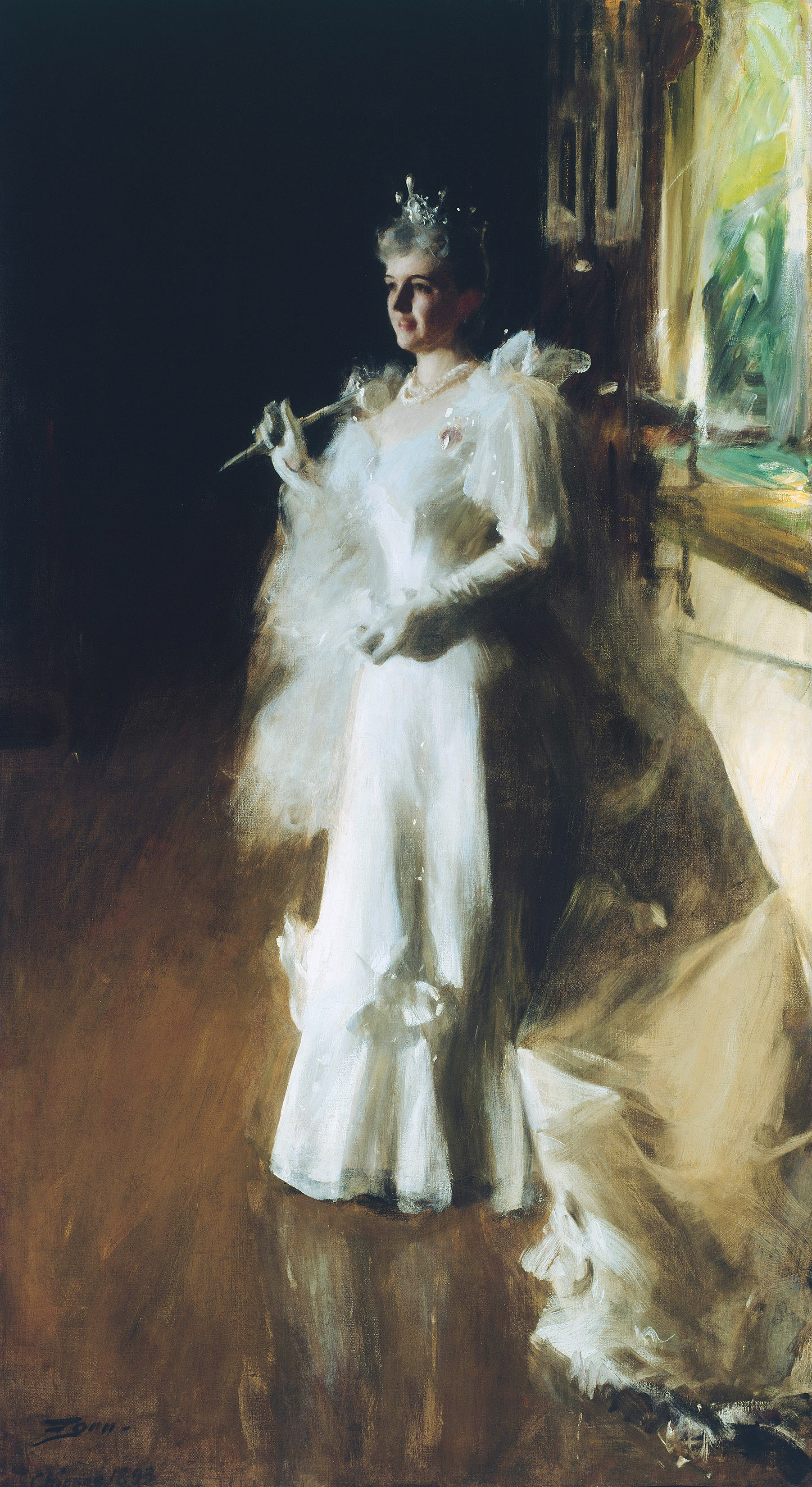
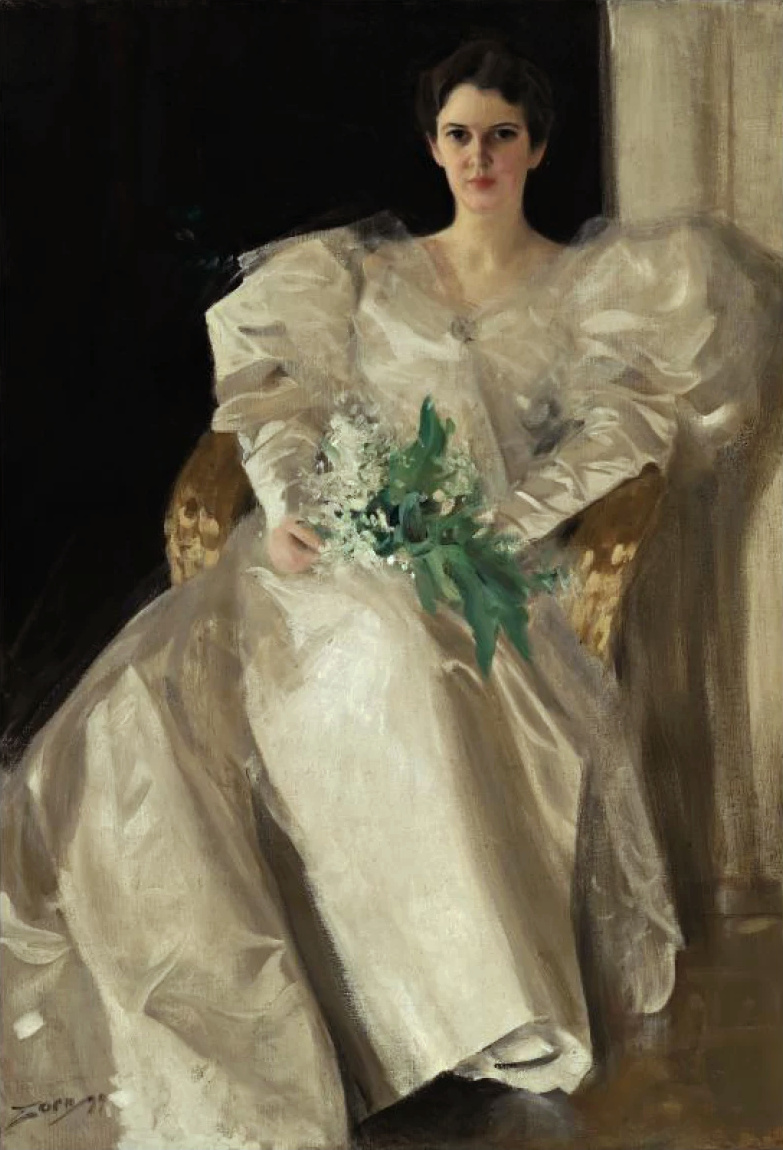